# 고형권
고형권(高炯權, 1964년 ~ , 전라남도 해남군)은 대한민국의 관료이다. 제9대 기획재정부 제1차관을 역임했다.

## 학력
- 전남대학교 사범대학 부설고등학교 졸업
- 서울대학교 경제학과 졸업
- 콜로라도 대학교 대학원 법학 박사

## 경력
- 제30회 행정고시 합격
- 기획예산처 기획총괄과
- 기획예산처 행정3팀 팀장
- 기획예산처 산업정보예산과 과장
- 기획예산처 장관 비서관
- 기획예산처 정책기획팀 팀장
- 기획예산처 재정총괄과 과장
- 대통령비서실 국책과제비서관
- 기획재정부 성과관리심의관
- 기획재정부 정책조정국 국장
- 민관합동 창조경제추진단 공동단장
- 아시아개발은행이사
- 2017년 6월 1일 ~ 2018년 12월 14일 기획재정부 제1차관
- 2019년 3월 ~ 2022년 2월 주 경제협력개발기구(OECD) 대한민국 대표부 대사
- 2021년 11월 ~ 2022년 4월 OECD 연금기금관리위원회 의장
- 2023년 ~ 보성산업 투자유치위원회 위원장